# Renault Fuego
El Renault Fuego fue un automóvil deportivo del fabricante francés Renault con dos puertas y cuatro plazas. Desarrollado sobre la base del Renault 18, con el cual compartía su chasis, mecánicas y el salpicadero, Renault presentó en 1980 el modelo como una versión cupé con aire deportivo del Renault 18 y la producción comenzó ese mismo año en la planta francesa Maubeuge Construction Automobile. Este automóvil sucedió a la dupla Renault 15/17, que eran dos automóviles hatchback construidos sobre la plataforma del Renault 12.
El Renault Fuego inició su andadura en Europa con una gama que abarcaba diferentes motorizaciones y acabados derivados del Renault 18. Se presentaba como un cupé rutero de diseño con las ventajas del R18 pero pensado para aquellos a los que el 18 les parecía demasiado conservador. 
La gama inicial incluía motores de 1.4 litros, 1.6 y 2.0 derivados del R18 de tipo Cléon-Fonte o Douvrin, incluso más adelante se incorporaría un 1.6 turbo gasolina que anunciaba 132 CV y un turbo diésel de 88 CV.
La gama constaba de acabados TL, GTL, TS, GTS, TX y GTX, además del turbo.
Exteriormente, las principales diferencias que presentaba el Fuego TD respecto a sus hermanos eran el abultamiento en el capó necesario para dar acomodo al nuevo motor y las entradas de aire situadas en los parachoques plásticos delanteros, bajo las ópticas principales.
En 1984 se lanza el Fuego Fase II, que recibe pequeños cambios tales como nuevo salpicadero, tapicerías de nuevo diseño, llantas derivadas del R18 fase II y una línea plástica en color de la carrocería sobre la calandra frontal, al estilo de los R18 Fase II y los Renault 25.

## Producción
La producción europea del Renault Fuego cesó a finales de 1985. Durante ese tiempo también fue comercializado en los Estados Unidos y Canadá a través de American Motors Corporation desde 1982 hasta 1985.
En la Argentina fue fabricado por la propia filial local de Renault también desde 1982, alargándose su producción por más tiempo que la europea y recibiendo sucesivos restylings hasta 1992. Se destacó el lanzamiento en el año 1988 de la versión GTX 2.2, equipada con un impulsor modificado de 2200 cm³, capaz de desarrollar 116 CV a 5500 rpm y que presentaba como principal novedad la incorporación de frenos a disco en las 4 ruedas. Sobre fines de ese año, fue presentada la versión GTA, mecánicamente similar a la versión GTX, pero con un rediseño total externo que incluyó molduras en color carrocería. Por último, en el año 1991 , fue presentada la versión GTA Max, un desarrollo local practicado sobre la Fuego GTA, en el que se destacó como principal atributo el mejoramiento de su impulsor, que pasaba a entregar una potencia de 123 CV a 6000 rpm y que era capaz de rodar hasta los 198 km/h y recorrer 1 kilómetro con partida detenida en 31 segundos, cifras que en comparativa lo ponen como uno de los modelos de producción argentina más rápidos, por detrás del Chevrolet Cruze II (215 km/h de velocidad máxima y aceleración de 0 a 1000 metros, con partida detenida, en 32.2 segundos). El desarrollo de esta última versión fue llevado adelante por el preparador de coches de competición Oreste Berta, quien tuvo estrecha relación con la filial argentina de Renault, llegando a dirigir la escuadra oficial de la marca y ganar múltiples campeonatos en el Turismo Competición 2000. Sus prestaciones y diseño aerodinámico, le permitieron ser un modelo muy solicitado en las décadas de los 80 y 90 para su empleo en competiciones deportivas, llegando a acumular 8 títulos de pilotos en el mencionado Turismo Competición 2000.

## Modelos

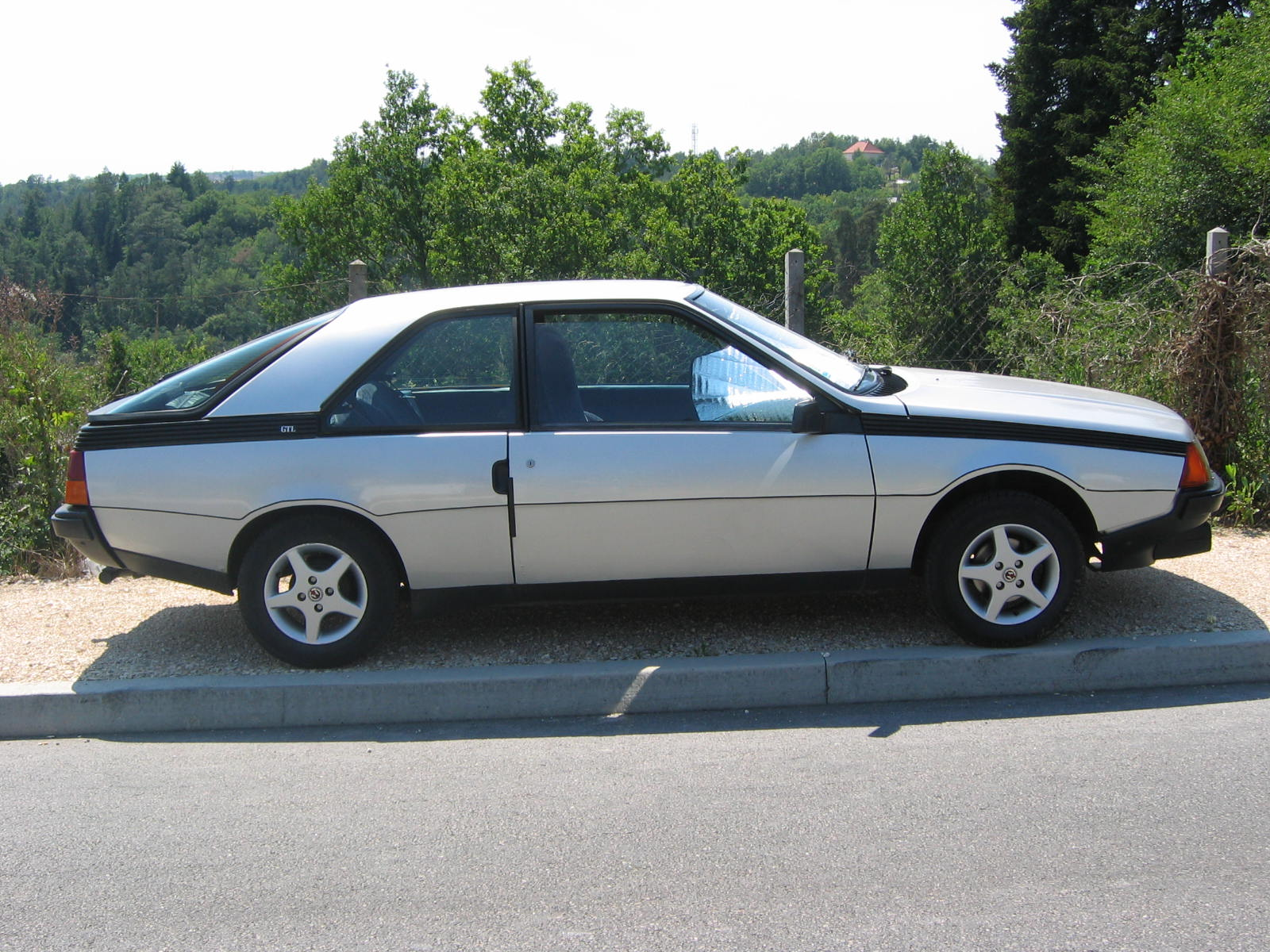
Renault Fuego GTX

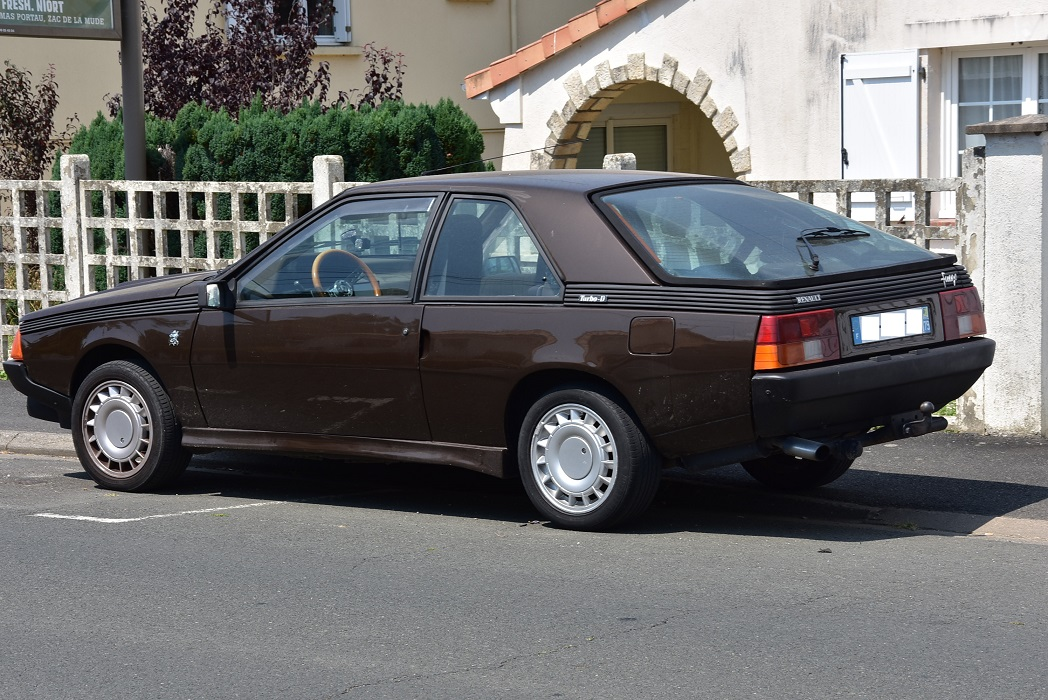
Turbodiésel, 1982

Los modelos de Renault Fuego fueron: TL, GTL con motores 1.4, TS, GTS con motores 1.6, TX, GTX con motores 2.0 y en el mercado argentino los GTX y GTX II con motores 2.0, GTX 2.2, GTA y GTA Max.
El Fuego turbo diésel equipaba un motor de 2068 cc y rendía 88 CV de potencia. Fue uno de los primeros cupé europeos en equipar un propulsor a gasóleo. 
Existió opción con cambio automático (Renault Fuego Automatic) asociado al motor 1.6 
El Renault Fuego Turbo fue exportado al mercado americano, introducido en 1983, con un lavado de cara en los faros y parachoques delanteros (para adecuarse a las normas vigentes en USA), y en el interior.
Aunque este vehículo era muy fiable y disponía de los mejores motores turbo de aquella época, en el mercado estadounidense tuvo una mala imagen por lo que nunca se vendió bien este vehículo con este motor. Sin embargo, este modelo producido en la planta de Santa Isabel (Córdoba) fue muy exitoso en Argentina, compitiendo con la cupé Ford Taunus GT y SP/ SP5. En ese país nunca incluyó motorización diésel. Desde su aparición en el mercado, solo vino con tapizado de cuero y freno a discos ventilados en las ruedas delanteras, hasta 1987. Su única motorización disponible era el motor 2,0 L con 103 HP y 8 válvulas, brindando una velocidad final de 180 km/h, y desde 1987 el motor cambió a 2200 cm³.
En Venezuela, por su parte, sólo se comercializó el modelo GTX con motor de 2000 cm³ entre 1983 y 1989.
En España el Renault Fuego fue importado y comercializado oficialmente por la filial FASA-Renault desde 1981 hasta inicios de 1986. La única versión disponible para el mercado español sería el 2.0 GTX de 110 CV. El equipamiento de esta versión era sumamente completo y solo quedaba en opción el aire acondicionado y la pintura metalizada. En total se matricularon poco más de 6000 unidades en España del Fuego GTX "2 Litres" tanto en Fase I y Fase II durante sus cinco años de comercialización.

## Motorizaciones

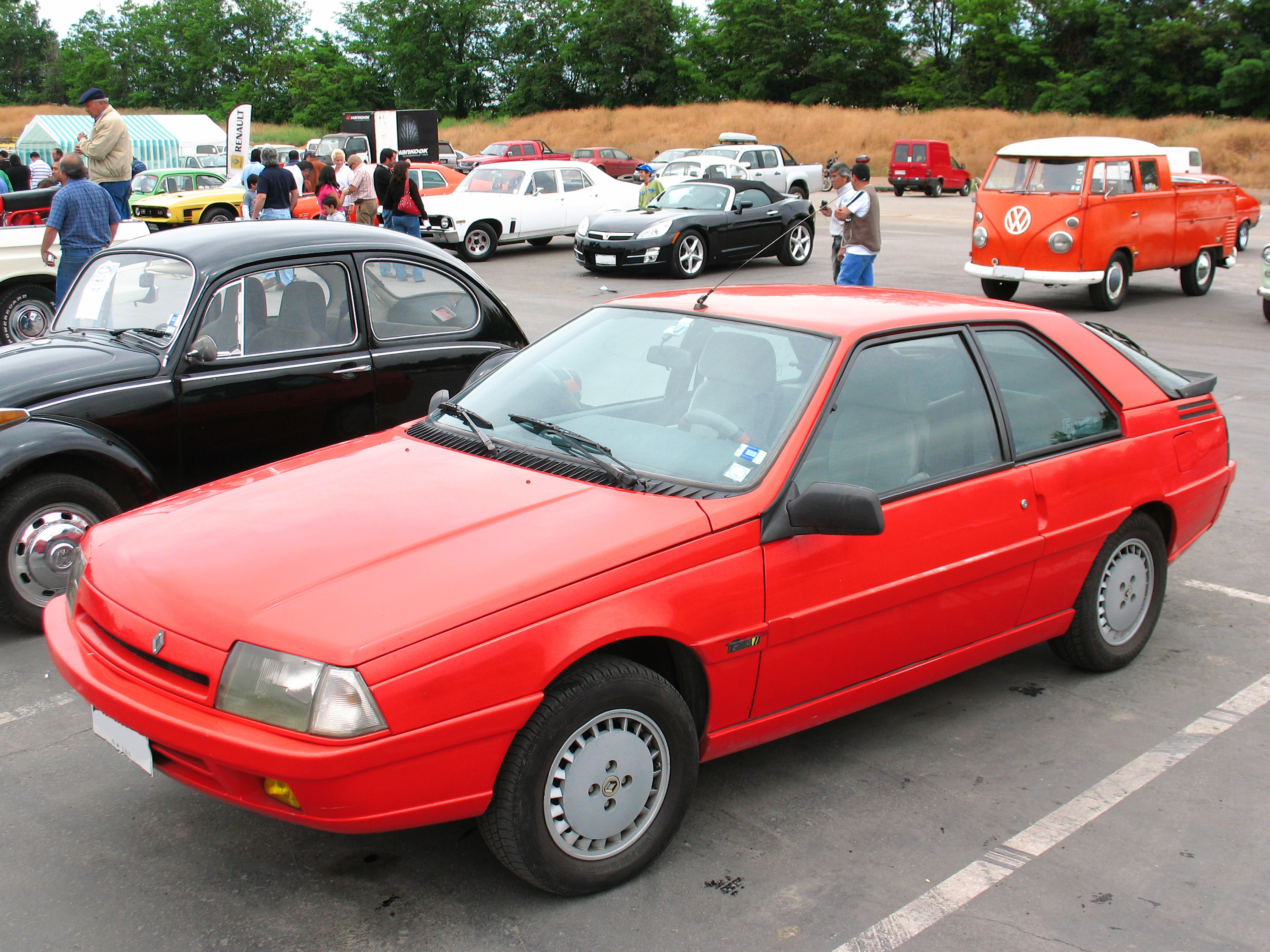
Fuego GTA 1990 (Argentina)

| Periodo                        | 1980-1993             | 1980-1993                                     | 1980-1993                          | 1980-1993                          | 1983-1992                       | 1982-1992             |           |           |           |           |           |           |           |           |           |
| Tipo de motor                  | L4 8v, carburación    | L4 8v, carburación de doble cuerpo            | L4 8v, carburación de doble cuerpo | L4 8v, carburación de doble cuerpo | L4 8v, doble carburación, turbo | L4 8v, diésel         |           |           |           |           |           |           |           |           |           |
| Identificación del motor       | 847                   | A2M-843                                       | A2M-843                            | J6R-829                            | A5L-807                         | J8S-852-10            |           |           |           |           |           |           |           |           |           |
| Diámetro x carrera             | 76 mm x 77 mm         | 79 mm x 84 mm                                 | 79 mm x 84 mm                      | 88 mm x 82 mm                      | 77 mm x 84 mm                   | 86 mm x 89 mm         |           |           |           |           |           |           |           |           |           |
| Cilindrada                     | 1397 cm³              | 1647 cm³                                      | 1647 cm³                           | 1995 cm³                           | 1565 cm³                        | 2068 cm³              |           |           |           |           |           |           |           |           |           |
| Relación de compresión         | 9,25:1                | 9,25:1                                        | 9,25:1                             | 9,2:1                              | 8,6:1                           | 21,5:1                |           |           |           |           |           |           |           |           |           |
| Potencia máxima: CV (kW) @ rpm | 64 CV (46 kW) @ 5500  | 96 CV (71 kW) @ 5750                          | 96 CV (71 kW) @ 5750               | 110 CV (81 kW) @ 5500              | 132 CV (97 kW) @ 5500           | 88 CV (65 kW) @ 4250  |           |           |           |           |           |           |           |           |           |
| Par máximo: Nm @ rpm           | 101 Nm @ 3000         | 133 Nm @ 3500                                 | 133 Nm @ 3500                      | 163 Nm @ 3000                      | 200 Nm @ 3000                   | 185 Nm @ 2000         |           |           |           |           |           |           |           |           |           |
| Tracción                       | Delantera             | Delantera                                     | Delantera                          | Delantera                          | Delantera                       | Delantera             | Delantera | Delantera | Delantera | Delantera | Delantera | Delantera | Delantera | Delantera | Delantera |
| Transmisión                    | Manual, 4 velocidades | Manual, 4 velocidades / Manual, 5 velocidades | Automática, 3 velocidades          | Manual, 5 velocidades              | Manual, 5 velocidades           | Manual, 5 velocidades |           |           |           |           |           |           |           |           |           |
| Peso                           | 1010 kg               | 1035 kg                                       | 1055 kg                            | 1080 kg                            | 1050 kg                         | 1165 kg               |           |           |           |           |           |           |           |           |           |
| Aceleración (0-100 km/h)       | 15 s                  | 12,1 s                                        | 14 s                               | 11 s                               | 9,5 s                           | 13,2 s                |           |           |           |           |           |           |           |           |           |
| Velocidad máxima               | 157 km/h              | 180 km/h                                      | 173 km/h                           | 190 km/h                           | 193 km/h                        | 175 km/h              |           |           |           |           |           |           |           |           |           |
| Consumo combinado (L/100 km/h) | 9                     | 10                                            | 12                                 | 12                                 | 10,2                            | 6,7                   |           |           |           |           |           |           |           |           |           |

## Competición

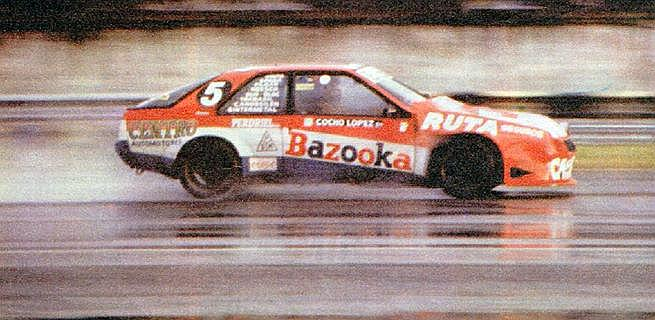
Osvaldo López en el campeonato argentino de TC2000 de la temporada 1988

En el ámbito deportivo, el Fuego obtuvo grandes resultados en el TC 2000 argentino, desde 1986, año en que fue introducido, hasta 1993 en que fue retirado. Durante 8 años consecutivos, convirtió a Renault en la escudería ganadora de la categoría, con muchos fanáticos hasta la fecha. Obtuvieron títulos al volante del Renault Fuego: Juan María Traverso, Silvio Oltra y Miguel Ángel Guerra.
En cuanto al TC2000, el Fuego tiene 66 carreras ganadas, ubicándose en segundo lugar detrás del Honda Civic, sin embargo, el Fuego mantiene su liderazgo, considerando que las victorias de Honda Civic se dividieron en tres generaciones mismas en las que participaron durante el TC 2000 (Civic VI, Civic VII y New Civic).
En dicha categoría, el piloto Juan María Traverso (en la carrera de General Roca el 3 de abril de 1988) ganó con su Renault Fuego echando una densa humareda en las tres últimas vueltas, encendiéndose fuego (haciendo honor a su nombre) al inicio de la última vuelta. Pese a todo, terminó la carrera con Silvio Oltra pegado a los escapes y logrando así terminar en la primera posición, abandonando el vehículo poco después de cruzar la meta.